# Бранд-Ербисдорф
Бранд-Ербисдорф (њем. Brand-Erbisdorf) град је у њемачкој савезној држави Саксонија. Једно је од 61 општинског средишта округа Средња Саксонија. Према процјени из 2010. у граду је живјело 10.836 становника. Посједује регионалну шифру (AGS) 14522050.

## Географски и демографски подаци
Бранд-Ербисдорф се налази у савезној држави Саксонија у округу Средња Саксонија. Град се налази на надморској висини од 450 - 593 метра. Површина општине износи 46,2 km². У самом граду је, према процјени из 2010. године, живјело 10.836 становника. Просјечна густина становништва износи 234 становника/km².

## Међународна сарадња
| Мјесто | Држава    | Врста сарадње | Од    |
| ------ | --------- | ------------- | ----- |
|        | Француска | пријатељство  | 1963. |
| Извор  |           |               |       |